# حسن نافعة
حسن السيد نافعة هو الرئيس السابق لقسم العلوم السياسية بكلية الاقتصاد والعلوم السياسية بجامعة القاهرة ويعمل أستاذًا بها منذ العام 1978. ولد في محافظة البحيرة عام 1947م. حصل على بكالوريوس من كلية التجارة بجامعة الإسكندرية عام 1967م ودكتوراه الدولة في العلوم السياسية من جامعة السوربون بفرنسا عام 1977م بمرتبة الشرف الأولى. عمل أستاذًا زائرًا في العديد من الجامعات وحاضر في العديد من المعاهد الدبلوماسية التابعة لوزارات الخارجية في مصر وعدد من الدول العربية، خاصة سلطنة عمان. له نشاط عام بارز فقد كان مسئولا عن النشاط الثقافي في نادي أعضاء هيئة التدريس بجامعة القاهرة، وأمينًا عامًا للجمعية العربية للعلوم السياسية، ومنسقًا عامًا للحملة المصرية ضد التوريث ثم للجمعية الوطنية للتغيير. وهو عضو الهيئة الاستشارية لمجلة السياسة الدولية التي تصدر عن مؤسسة "الأهرام"
حصل حسن نافعة على جوائر عديدة منها جائزة الدولة التشجيعية في العلوم السياسية وجائزة الدولة للتفوق في العلوم الاجتماعية
 هو عضو الأمانة العامة للمؤتمر القومي العربي.

## مؤلفات
ألف حسن نافعة العديد من المؤلفات منها:
- إصلاح الأمم المتحدة, مركز البحوث والدراسات السياسية
- العرب واليونسكو، سلسلة عالم المعرفة، الكويت، مارس 1989م.[3]
- الأمم المتحدة في نصف قرن، سلسلة عالم المعرفة، الكويت، أكتوبر 1995م.[4]
- الاشتراكية الديموقراطية في فرنسا،
- الأنظمة السياسية في غرب أوروبا وأمريكا الشمالية
- مصر والصراع العربي الإسرائيلي: من الصراع المحتوم إلى التسوية المستحيلة
- الاتحاد الأوربي والدروس المستفادة عربيا، مركز دراسات الوحدة العربية

لحسن نافعة عشرات الدرسات المنشورة في مجلات متخصصة مصرية وعربية وأمريكية حول السياسة المصرية الخارجية، السياسات في الشرق الأوسط، والمنظمات الدولية. ويساهم بمقالات أسبوعية أو أعمدة يومية في عدد من الصحف المصرية والعربية.